# Vojtěch Rašplička
Vojtěch Rašplička (18. června 1920 – 2007) byl československý fotbalista, záložník. Jeho bratrem byl fotbalista František Rašplička.

## Fotbalová kariéra
Hrál za SK Kladno (1937–1949). V lize odehrál 142 utkání a dal 17 gólů. Ve středoevropském poháru nastoupil ve 3 utkáních.